# Albrecht Behmel
Albrecht Behmel, född 24 mars 1971, är en tysk författare, historiker och essäist.

## Familjebakgrund
Behmel föddes in i en familj av advokater, markägare och akademiker. På hans mors sida är de ättlingar till Christoph Martin Wieland, en schwabisk poet och författare under upplysningen.

## Utbildning
Behmel avslutade sina studier i historia och filosofi vid universitetet i Heidelberg. Han studerade främst hos professor Hans-Georg Gadamer, Klaus von Beyme och Volker Sellin och hos professor Schnädelbach vid Humboldt-universitetet i Berlin. Sin första teaterpjäs publicerade han i 20-årsåldern. Efter att ha bott i Stuttgart, Heidelberg, Paris och Casablanca flyttade Behmel 1994 till Berlin.

## Litterära verk
Albrecht Behmels publicerade verk omfattar romaner, som "Homo sapiens Berliner Art", radiopjäser, filmmanus och teaterpjäser såväl som sakprosa. Han har arbetat för ett antal tyska och internationella TV-stationer som ARTE, Pro7 och ARD.

## Politiska åsikter
Vissa av hans historiska essäer främjar en liberal, anti-regerings-, anarko-högersinnad syn på det moderna samhället blandad med skepsis mot de flesta etablerade sociala konventioner och ideologier. Han var medlem av det tyska liberala partiet FDP mellan 2001 och 2010.

## Litterär stil
Behmels romaner och pjäser använder en mängd olika tyska dialekter och slangspråk. "Homo sapiens" har jämförts med verk av Ephraim Kishon. De flesta av böckerna handlar om Berlin, stadslivets fasor, sömnlöshet, droger och fallgropar inom online-kommunikationen.

## Litterära priser
Behmels verk Är detta din cykel, Mr O'Brien? belönades med den Tyska akademin för de sköna konsternas pris. Verket är ett radiokollage ur vetenskapens och supandets värld, som regisserades 2003 av Nikolai von Koslowski.

## Facklitteratur
- Die Mitteleuropadebatte in der Bundesrepublik Deutschland. Zwischen Friedensbewegung, kultureller Identität und deutscher Frage. Hannover 2011, ISBN 978-3-8382-0201-3
- 1968 – Die Kinder der Revolution. Der Mythos der Studentenbewegung im ideengeschichtlichen Kontext des „hysterischen Jahrhunderts“ 1870 bis 1968. Hannover 2011, ISBN 978-3-8382-0203-7
- Erfolgreich im Studium der Geisteswissenschaften. Francke, Tübingen 2005, ISBN 3-7720-3371-7
- Manuskripte druckreif formatieren. Ibidem-Verlag, Stuttgart 2001, ISBN 3-89821-137-1
- Was sind Gedankenexperimente? Kontrafaktische Annahmen in der Philosophie des Geistes – der Turingtest und das Chinesische Zimmer. Stuttgart 2001, ISBN 3-89821-109-6
- Themistokles, Sieger von Salamis und Herr von Magnesia. Die Anfänge der athenischen Klassik zwischen Marathon und Salamis. Stuttgart 2000, ISBN 3-932602-72-2

## Fiktion
- Homo Sapiens Berliner Art. Passau 2010, ISBN 978-3-939337-78-2
- Die Berliner Express-Historie. 80000 Jahre in 42 Schlückchen. Berlin 2007, ISBN 978-3-9809951-5-3
- Ist das Ihr Fahrrad, Mr. O'Brien? Eine Hörspielcollage aus der Welt der Wissenschaft und des Suffs. SR 2003
- Das Nibelungenlied. Ein Heldenepos in 39 Abenteuern. Stuttgart 2001, ISBN 3-89821-145-2
- Auf dem Rücken der Pferde liegt das Glück dieser Erde. Weltbild, Augsburg 2006, ISBN 3-8289-8118-6
- Von der Kunst, zwischen sich und dem Boden ein Pferd zu behalten. Berlin 2005, ISBN 3-89769-910-9